# Бачинська Ольга Олександрівна
Ольга Олександрівна Бачинська (30 квітня 1874, Тернопіль — 8 червня 1955, Торонто, Канада) — українська громадська діячка, педагог. Донька Олександра Барвінського.

## Життєпис
Народилася 30 квітня 1874 року в м. Тернопіль (Королівство Галичини і Володимирі, Австро-Угорщина, нині Тернопільська область, Україна).
Навчалася в Тернополі та Львові. Викладала в Інституті сестер Василіянок, українській дівочій школі Українського педагогічного товариства (Львів).
Співзасновниця товариства «Українська захоронка», голова Товариства вакаційних осель у Львові (з 1901). Відзначилася у заснуванні (від 1904) Марійських дружин. Секретар жіночої кооперативи «Труд».
Після Другої світової війни — у Канаді.
Померла 8 червня 1955 року в м. Торонто, Канада.